# 辻恵子
辻 恵子（つじ けいこ、1993年10月9日 - ）は、日本の空手選手。ミス・ユニバース2014に日本を代表して出場したことで知られる。

## 経歴・人物
1993年10月9日、沖縄県名護市に生まれる。小学校在学中（本人によると3年生頃）に空手を始める。名護市立大宮中学校卒業の後2009年4月、沖縄県立コザ高等学校入学。
2010年5月29日、平成22年度沖縄県総合体育大会の「女子個人組手」で第1位。2011年4月30日、沖縄県高等学校空手道夏季大会の「女子個人組手」で優勝。同年5月27日、沖縄県高等学校総合体育大会の「女子個人組手」で第1位。2011年、地元誌『オキナワグラフ』の制服紹介コーナーにコザ高校代表として掲載された。
2012年、長崎国際大学健康管理学部健康栄養学科入学。空手道部に所属。2012年4月22日、南部九州学生空手道選手権の「女子組手」で第1位。5月6日、第53回全九州学生空手道選手権大会の「女子個人組手」で優勝。同年、第67回国民体育大会に沖縄県代表として出場。
その後空手は引退。「実績を残したことで、やりきったという気持ちになってしま」い、今度は女性らしさ・女性らしい美しさに挑戦しようと思い立つ。ミス・ユニバースジャパンの長崎大会で一度はセミファイナルで落選するが、欠員が出たために繰り上げでファイナルに進出、優勝。
日本代表の候補であるファイナリスト43人が参加したビューティーキャンプでは、ダンスのレッスンの他ウォーキングやメイク、ファッションの授業を受ける。本人によると「物心ついた頃から空手に夢中で女性らしさというものを磨いたことがなかった」のでこれらを一から勉強した。
12日に及ぶビューティーキャンプの後2014年3月18日、ミス・ユニバース・ジャパン2014に選ばれた。大会史上初の平成生まれかつ1990年代生まれの日本代表である。2位は東京都代表・西内裕美（25、福岡県出身のモデル）、3位は福島県代表・高橋美咲（25、埼玉県出身のモデル）、4位は大阪府代表・岡根安里（19、大阪府出身の学生）。
2014年12月17日、世界大会で着用するナショナルコスチュームを披露した。甲冑をモチーフにしたデザインはデザイナーの押元末子による。空手の九州大会で優勝経験がある本人のイメージと、女性の強さを表現した。
2015年1月11日、世界大会（ミス・ユニバース2014）を前に各国代表がフロリダ州マイアミに現地入りしていた際、レバノン代表（サリー・グレイゲ）が辻やスロベニア代表（Urška Bračko）と一緒にいたところ、イスラエル代表（ドロン・マタロン）が自撮りを行い、一緒に写っている写真をインスタグラムに投稿。これに対してレバノン国内でレバノン代表の辞任を求める非難が起こるという事態になった。レバノンとイスラエルの国としての敵対関係によるものであるが、このような国際大会において、両国関係を持ち込むことに対しては疑問の声も出ている。1月25日に開催された決勝では入賞を果たすことはできなかった。
2016年3月、長崎国際大学卒業。3月12日に行われた卒業式では「大学広報」を理由に学長賞を授与されている。

### フィルモグラフィ
- 『完全密着!!ミス・ユニバース・ジャパン2014決定ドキュメント～世界一の美を求めて』（2014年4月20日、テレ朝チャンネル2）[10]